# Krystyna Wolińska-Preyzner
Krystyna Wolińska-Preyzner (ur. 20 września 1920, zm. 14 września 2016) – polska autorka tekstów piosenek, wykładowca akademicki, profesor Wyższej Szkoły Sztuk Plastycznych w Łodzi (obecnie Akademia Sztuk Pięknych im. Władysława Strzemińskiego w Łodzi).
Była autorką kostiumów do filmu Przygoda z piosenką w reż. Stanisława Barei z 1968. Wystąpiła w filmie Yokohama w reż. Pawła Kuczyńskiego z 1981.

## Wybrane teksty
- Gdy w ramiona bierze mnie (muz. Luiguy; wyk. Wiera Gran)[3]
- Laj, laj, laj (wyk. Irena Santor)[4]
- Madonna (wyk. Wiera Gran)[5]
- Maleńki znak (muz. Zygmunt Wiehler; wyk. Irena Santor)[6]
- Nic ci nie przyrzekam (muz. Ryszard Sielicki; wyk. Helena Majdaniec)[7]
- Nieprawda (muz. Roman Orłow; wyk. Irena Santor)[8]
- Piosenka dla mojej matki (muz. Marek Sewen; wyk. Irena Santor)[9]
- Praczki z Portugalii (wyk. Filipinki)[10][11].
- Tato kup mi dżinsy[1][2]
- To szkoda (muz. R. Plessas; wyk. Irena Santor)[12]